# Сельдингер, Свен Ивар
Свен Ивар Сельдингер (швед. Sven Ivar Seldinger, 19 апреля 1921[…], Мура, Коппарберг — 21 февраля 1998, Мура, Даларна) — шведский хирург, специалист в области интервенционной радиологии.
В 1953 году предложил способ катетеризации артерий по проводнику, который в настоящее время широко применяется во многих областях медицины для катетеризации полых органов (катетеризация по Сельдингеру).

## Биография
В 1948 году завершил обучение в университетском госпитале «Karolinska Sjukhuset» в Стокгольме. Здесь же начал обучение диагностической радиологии в 1950 году.
Прежде чем Сельдингер разработал свою новую технику катетеризации, он обнаружил, что современные на то время методы были сложными и ограниченными. Иглы большого диаметра использовались для введения катетеров большого диаметра, что приводило к высокому риску значительного кровотечения. Также продвижение катетеров в артерии было очень затруднено из-за собственной гибкости полиуретанового катетера. Это препятствие было преодолено с помощью жесткой проволоки с гибким наконечником, или, как он назвал это в своей статье, металлического поводка. Первая попытка создания не увенчалась успехом.
Понимая потенциал своего нововведения, Сельдингер применил к первой локализации аденомы паращитовидной железы с помощью артериографии и первой селективной почечной ангиографии. Он использовал его для пункции желчных протоков для холангиографии и для пункции печени и селезенки для портальной венографии. Он был одним из первых, кто провел чрескожную чреспеченочную холангиографию в 1962 году. Сельдингер также интересовался гемодинамикой воротной вены и снижением портальной гипертензии путем введения вазопрессина.
Несмотря на создание новаторской процедуры, его научный руководитель на кафедре радиологии не думал, что этого достаточно для его диссертации. Поэтому Сельдингер продолжил и защитил диссертацию по чрескожной чреспеченочной холангиографии в Стокгольме в 1966 году. В 1967 году он стал доцентом в области радиологии.
После завершения обучения и до 1966 года работал преподавателем в университетском госпитале. В 1967 году Селдингер занял должность главного радиолога общественной больницы в коммуне Мора и работал здесь до выхода на пенсию в 1986 году. Умер в своем доме 21 февраля 1998 году.

## Награды
- Премия Валентина от Нью-Йоркской медицинской академии 1975 года[источник не указан 917 дней]
- первый лауреат премии «Пионер в области интервенционной радиологии» Американского общества сердечно-сосудистой и интервенционной радиологии в 1992 году
- почетный член:

- Общество интервенционной радиологии (США)
- Шведская ассоциация медицинской радиологии
- Немецкая рентгенологическая ассоциация